# Altneckarschleife-Neckarplatten
Das Naturschutzgebiet Altneckarschleife-Neckarplatten liegt auf dem Gebiet der Gemeinden Ilvesheim, Ladenburg und Edingen-Neckarhausen im Rhein-Neckar-Kreis in Baden-Württemberg. Es ist Teil des Natur- und Landschaftsschutzgebiets Unterer Neckar.

## Kenndaten
Das Schutzgebiet entstand am 17. Dezember 1986 durch Verordnung des Regierungspräsidiums Karlsruhe mit der Schutzgebietsnummer 2.100. Diese Verordnung wurde im Gesetzblatt für Baden-Württemberg am 13. Februar 1987 veröffentlicht und trat danach in Kraft. Der CDDA-Code lautet 166008  und entspricht der WDPA-ID.

## Lage
Das Naturschutzgebiet befindet sich entlang des Neckars zwischen Ladenburg und dem Mannheimer Stadtteil Seckenheim, es ist Teil des FFH-Gebiets 6517-341 Unterer Neckar Heidelberg-Mannheim. Gemeinsam wurden 1986 unter dem Oberbegriff Unterer Neckar sechs Gebiete als ein gemeinsames Naturschutzgebiet ausgewiesen. Da sie aber räumlich nicht zusammenhängen, wird in der Schutzgebietsstatistik und den Schutzgebiets-Steckbriefen der LUBW mit sechs getrennten Bezeichnungen gearbeitet. Als Ergänzungsflächen dienen mehrere Landschaftsschutzgebiete, die ebenfalls entlang des Unteren Neckars liegen und die Naturschutzgebiete untereinander verbinden. Das hier beschriebene Teilgebiet Altneckarschleife-Neckarplatten liegt im Naturraum 224-Neckar-Rhein-Ebene innerhalb der naturräumlichen Haupteinheit 22-Nördliches Oberrheintiefland.

## Schutzzweck
Wesentlicher Schutzzweck ist gemäß Schutzgebietsverordnung
- die Erhaltung des Unterlaufs des Neckars und seiner Flussufersäume, Auen und Vorländer, insbesondere der noch ursprünglich geformten, naturnahen, nicht schiffbaren Flussabschnitte mit Wildflusscharakter;
- die Erhaltung und Förderung der verschiedenen für die Flusslandschaft am unteren Neckar typischen und teilweise zunehmend gefährdeten Pflanzengesellschaften, deren Vegetationsmosaik der standörtlichen Vielfalt entspricht;
- die Erhaltung und Förderung einer auentypischen Fauna, insbesondere europäischer Vogelarten, die vielfach gefährdet und teilweise vom Aussterben bedroht sind;
- die Sicherung des räumlich engen Verbundes von Lebensräumen für Pflanzen und Tiere, die insbesondere für wandernde Tierarten als Brut-, Rast-, Nahrungs- und Überwinterungsgebiet von lebenswichtiger Bedeutung sind.